# Jean-Pierre Grallet
Jean-Pierre Grallet, né le 20 mai 1941 à Rozelieures en Meurthe-et-Moselle, est un évêque catholique français, franciscain, et archevêque émérite de Strasbourg depuis le 18 février 2017.
En novembre 2022, il reconnait des abus sexuels sur une femme majeure.

## Biographie
Jean-Pierre Grallet est le fils de Jean Grallet, agriculteur, et de Jeanne Guyon.

### Formation
Après être entré au Grand séminaire de Nancy, Jean-Pierre Grallet poursuit sa formation au scolasticat franciscain d'Orsay. Il est titulaire d'une licence de théologie et d'une maîtrise d’histoire.
Il a fait profession solennelle dans l'ordre des franciscains le 15 septembre 1968 à Épinal et est ordonné prêtre le 28 juin 1969.

### Principaux ministères

#### Prêtre
Après son ordination, Jean-Pierre Grallet est envoyé pendant 3 ans comme aumônier de lycée à Phalsbourg en Moselle.
Il est ensuite envoyé à Besançon où il s'occupe de la pastorale scolaire et de la pastorale de pèlerinage avant de devenir aumônier du lycée de Besançon-Palente de 1974 à 1977[réf. nécessaire].
Il est ensuite nommé responsable de l'aumônerie universitaire de Besançon jusqu'en 1985 tout en enseignant l'histoire de l'Église au séminaire de Dijon de 1980 à 1986[réf. nécessaire].
En 1985, il rejoint Strasbourg comme aumônier universitaire et maître des étudiants franciscains[réf. nécessaire].
De 1988 à 1996, il devient responsable de l'aumônerie universitaire à Metz, avant de revenir à Strasbourg en 1996 où il anime un foyer d'étudiants[Lequel ?] jusqu'en 2004 tout en étant responsable de la formation permanente franciscaine de 2002 à 2004[réf. nécessaire].
Jean-Pierre Grallet a également été visiteur général franciscain au Canada (1984), pour la province de Lyon et Maroc (1987), Rwanda et Madagascar (1997) et Togo - Bénin - Côte d’Ivoire (2001).

#### Évêque
Nommé évêque auxiliaire de Strasbourg par bulle du 17 septembre 2004, Jean Pierre Grallet est consacré le 23 octobre suivant. Le 22 février 2007, le président Jacques Chirac et le pape Benoît XVI le nomment archevêque de Strasbourg où il succède à Joseph Doré (décret présidentiel de réception le 20 avril et annonce par le Saint-Siège le 21 avril suivants). Il est installé officiellement le 13 mai 2007.
Au sein de la Conférence des évêques de France, il est membre du Conseil permanent et membre du Conseil pour les questions familiales et sociales, et représentant de la Conférence des évêques de France à la  Commission des conférences épiscopales de la communauté européenne  (COMECE)
Depuis novembre 2009, il est membre du groupe de travail « écologie et environnement » animé par Marc Stenger.
Étant atteint par la limite d'âge imposée par le droit canonique, il remet sa démission au pape François.
Il se retire au sanctuaire de Notre-Dame de Bonne-Fontaine en Moselle.

## Affaires judiciaires

### Faits d'agression sexuelle
Pour des articles plus généraux, voir Abus sexuels sur les femmes dans l'Église catholique et Abus sexuels sur mineurs dans l'Église catholique en France.
Après avoir été accusé d'agression sexuelle par une femme en décembre 2021, Jean-Pierre Grallet reconnaît le 16 novembre 2022, dans un message rendu public sur le site de la CEF, avoir eu à la fin des années 1980, alors qu'il était religieux franciscain, « des gestes déplacés envers une jeune femme majeure, comportement qu['il] regrette profondément ».
Dans un communiqué, son successeur, Luc Ravel, indique que ces faits remontent à l'automne 1985. Ils ont été portés à sa connaissance par la victime en décembre 2021 et il les a signalés à la procureure de la République de Strasbourg en janvier 2022,. Il précise aussi avoir saisi le Vatican et indique que les enquêtes sont en cours. Un enquête pénale est aussi ouverte par le parquet de Strasbourg. 
Michel Laloux, des Franciscains de France et Belgique, précise avoir appris le 30 septembre 2022 l’existence d’une procédure canonique ainsi que d’une plainte pénale visant Jean-Pierre Grallet. Il avait confié la responsabilité d’une maison de frères aînés à Jean-Pierre Grallet et annonce avoir « décidé de le suspendre de sa charge le 4 novembre 2022 en attendant les conclusions de l’enquête ».
Pour Cécile Berne, de l’association de victimes Comme une mère aimante, Jean-Pierre Grallet minimise les faits en employant des termes inappropriés.
Le procureur de la République classe sans suite pour prescription la procédure en juin 2023.

### Non-dénonciation d'abus
En 2011, une Alsacienne vient dénoncer les abus à son égard  d'un prêtre du Bas-Rhin auprès de Jean-Pierre Grallet. Vraisemblablement, l'évêque n'a rien fait. Ce n'est qu'en 2018 que cette victime alléguée est convoquée par Luc Ravel, ce dernier lui indique que son dossier est vide. L'affaire en reste là.

## Prise de position

### Avortement à la suite d'un viol
En 2009, Jean-Pierre Grallet adresse une lettre de sympathie à la petite Brésilienne de 9 ans qui a dû avorter après un viol, estimant qu'elle était trop « peu présente dans les débats » autour de l'excommunication prononcée  par José Cardoso Sobrinho, archevêque de Recife à l'encontre de sa mère et de l'équipe médicale qui a pratiqué l'opération.

## Devise épiscopale
- « Avance au large ».

## Distinctions
- Chevalier de la Légion d'honneur[12]